# Edgar Aabye
Edgar Lindenau Aabye (Helsingør, 1 de setembro de 1865 - Copenhague, 30 de abril de 1941) foi um praticante de cabo-de-guerra. Nos Jogos Olímpicos de Verão de 1900, fez parte da equipe mista formada por atletas dinamarqueses e suecos que conquistou a medalha de ouro na competição.